# 99950 Euchenor
99950 Euchenor è un asteroide troiano di Giove del campo greco. Scoperto nel 1973, presenta un'orbita caratterizzata da un semiasse maggiore pari a 5,1353524 UA e da un'eccentricità di 0,0799357, inclinata di 21,84990° rispetto all'eclittica.
L'asteroide è dedicato a Euchenore, guerriero di Corinto.